# Kimmo Eriksson
Kimmo Eriksson, född 1967, är sedan 1999 professor vid Mälardalens högskola i matematik och tillämpad matematik med inriktning mot diskret matematik. Han har skrivit flera läroböcker i matematik, bland annat med Hillevi Gavel. 
Eriksson studerade teknisk fysik vid Kungliga Tekniska högskolan (KTH), tog civilingenjörsexamen 1989 och doktorsexamen i matematik vid KTH 1993 med Anders Björner som handledare. Han var därefter postdoc vid MIT 1995, forskarassistent vid Stockholms universitet 1994–1996, och universitetslektor vid KTH 1997–1999. 
I samarbete med Jonas Sjöstrand har han skrivit operan Kurfursten, kortoperan Koppen baserad på Povel Ramels novell med samma namn och den matematiska operan Krypto CEG. Hans översättning av Andrew Lloyd Webbers och Tim Rices musikal Joseph and the Amazing Technicolor Dreamcoat hade premiär i maj 2011.
Eriksson är, tillsammans med sin bror Viggo Kann, bland upphovsmännen till det textbaserade datorspelet Stugan.